# ملفات النصف إله
ملفات النصف إله (بالإنجليزية: The Demigod Files)‏؛ عبارة عن مجموعة من القصص التي نشرها ريك ريوردان في 10 فبراير 2009. والكتاب صدر بوصفه كتاب مصاحب لسلسلة بيرسي جاكسون والأولمبيين. يحتوي الكتاب على ثلاث قصص قصيرة، بعنوان "بيرسي جاكسون ومركبات النقل المسروقة"، "بيرسي جاكسون والتنين البرونزي"، و "بيرسي جاكسون وسيف هيدز"، بالإضافة إلى عرض للأولمبي الأخير. الكتاب يقع بين الروايتين الرابعة الأولمبي الأخير والخامسة معركة المتاهة.